# Muhammad Ali al-Houthi
Muhammad Ali al-Houthi (em árabe: محمد علي الحوثي) é um político e militante do Iêmen, presidente do Comitê Revolucionário dos militantes Hutis e líder de facto iemenita após o golpe de estado no país em 2015. Ele é primo de Abdul-Malik al-Houthi, líder dos Hutis.